# Synagogue de Saint-Mihiel
La synagogue de Saint-Mihiel est une synagogue située dans la commune française de Saint-Mihiel dans le département de la Meuse dans le Grand Est.

## Histoire
Elle a été construite en 1866/67. La synagogue profane est située au 26 rue des Annonciades. 
La synagogue a été conçue par l'architecte Hippolyte Bazoche et inaugurée le 4 janvier 1867. Elle a été cofinancée par l'État et la ville. En 1976, elle a été vendue à un particulier, puis transformé en immeuble d'habitation.

## Description
L'arc en fer à cheval au-dessus du portail d'entrée repose sur deux colonnes. Au-dessus, il y a une rosette murale. Les Tables de la Loi, à l'origine sur le fronton, se trouvent maintenant dans la synagogue de Verdun.